# Lalinovac
Lalinovac (cyr. Лалиновац) – wieś w Serbii, w okręgu jablanickim, w gminie Lebane. W 2011 roku liczyła 154 mieszkańców.